# Стайнбек (Манітоба)
Стайнбек (англ. City of Steinbach, німецька вимова назви: Шта́йнбах; походить з нижньонімецької мови — «каменистий потік», в якій вимовляється як Ште́нбаг) — місто в області Істмен, в південно-східній частині провінції Манітоба в Канаді.

## Історія
Початок поселенню дали меноніти, що прибули в 1874 році з колонії Молочна в Бердянському повіті Таврійської губернії (нинішня назва: Молочанськ, зараз Запорізька область України, з 27 лютого 2022 року знаходиться під тимчасовою окупацією російськими військами); згодом сюди переїжджали меноніти з інших колоній та поповнювали їхнє число. 
Останнім часом спостерігається зростання німецькомовного населення за рахунок новоприбулих казахстанців, які покинули СРСР після 1991 року.
Зараз Стайнбек центр Гановерського муніципалітету (англ. Rural Municipality of Hanover).

## Клімат
| Клімат Стайнбека            | Клімат Стайнбека | Клімат Стайнбека | Клімат Стайнбека | Клімат Стайнбека | Клімат Стайнбека | Клімат Стайнбека | Клімат Стайнбека | Клімат Стайнбека | Клімат Стайнбека | Клімат Стайнбека | Клімат Стайнбека | Клімат Стайнбека | Клімат Стайнбека |
| Показник                    | Січ.             | Лют.             | Бер.             | Квіт.            | Трав.            | Черв.            | Лип.             | Серп.            | Вер.             | Жовт.            | Лист.            | Груд.            | Рік              |
| Абсолютний максимум, °C     | 7,2              | 12,8             | 21,1             | 33,5             | 36,0             | 36,0             | 35,6             | 37,5             | 35,5             | 31,5             | 23,3             | 10,5             | 37,5             |
| Середній максимум, °C       | −11,1            | −7               | 0,0              | 10,7             | 18,7             | 22,9             | 25,4             | 25,0             | 18,6             | 10,5             | −0,5             | −8,5             | 8,7              |
| Середня температура, °C     | −16,6            | −12,6            | −5,4             | 4,1              | 11,5             | 16,4             | 19,0             | 18,2             | 12,3             | 5,0              | −4,9             | −13,4            | 2,8              |
| Середній мінімум, °C        | −22              | −18,1            | −10,7            | −2,6             | 4,2              | 9,8              | 12,5             | 11,4             | 6,0              | −0,5             | −9,3             | −18,3            | −3,1             |
| Абсолютний мінімум, °C      | −42,2            | −43,5            | −37,2            | −27,5            | −11,7            | −3,3             | 1,0              | −2               | −7,8             | −21              | −36              | −40              | −43,5            |
| Норма опадів, мм            | 21.8             | 14.4             | 19.4             | 28.7             | 58.9             | 95.2             | 80.3             | 68.5             | 59.7             | 44.6             | 26.9             | 21.1             | 539.4            |
| --------------------------- | ---------------- | ---------------- | ---------------- | ---------------- | ---------------- | ---------------- | ---------------- | ---------------- | ---------------- | ---------------- | ---------------- | ---------------- | ---------------- |
| Джерело: Environment Canada |                  |                  |                  |                  |                  |                  |                  |                  |                  |                  |                  |                  |                  |